# Lista över fornlämningar i Västerås kommun (Irsta)
Lista över fornlämningar i Västerås kommun (Irsta) är en förteckning av ett urval av de fornlämningar som finns i Irsta i Västerås kommun.
| Namn                                    | Lämningstyp                      | Tillkomsttid | Historisk indelning | Plats | Läge                 | ID-nr          | Bild                                      |
| --------------------------------------- | -------------------------------- | ------------ | ------------------- | ----- | -------------------- | -------------- | ----------------------------------------- |
| Irsta 1:1                               | Hög                              |              | Irsta, Västmanland  |       | 59.608105, 16.669358 | 10229200010001 | Ladda upp en bild av detta fornminne      |
| Irsta 1:2                               | Hög                              |              | Irsta, Västmanland  |       | 59.608187, 16.669599 | 10229200010002 | Ladda upp en bild av detta fornminne      |
| Irsta 1:3                               | Stensättning                     |              | Irsta, Västmanland  |       | 59.608947, 16.668584 | 10229200010003 | Ladda upp en bild av detta fornminne      |
| Irsta 1:4                               | Hällristning                     |              | Irsta, Västmanland  |       | 59.609141, 16.668310 | 10229200010004 | Ladda upp en bild av detta fornminne      |
| Irsta 2:1                               | Stensättning                     |              | Irsta, Västmanland  |       | 59.609221, 16.657012 | 10229200020001 | Ladda upp en bild av detta fornminne      |
| Irsta 3:1                               | Stensättning                     |              | Irsta, Västmanland  |       | 59.610314, 16.662279 | 10229200030001 | Ladda upp en bild av detta fornminne      |
| Irsta 4:1                               | Gravfält                         |              | Irsta, Västmanland  |       | 59.608943, 16.659860 | 10229200040001 | Ladda upp en bild av detta fornminne      |
| Irsta 6:1                               | Gravfält                         |              | Irsta, Västmanland  |       | 59.609492, 16.660700 | 10229200060001 | Ladda upp en bild av detta fornminne      |
| Irsta 8:1                               | Stensättning                     |              | Irsta, Västmanland  |       | 59.609948, 16.673215 | 10229200080001 | Ladda upp en bild av detta fornminne      |
| Irsta 8:2                               | Hög                              |              | Irsta, Västmanland  |       | 59.610135, 16.673321 | 10229200080002 | Ladda upp en bild av detta fornminne      |
| Irsta 9:1                               | Gravfält                         |              | Irsta, Västmanland  |       | 59.612963, 16.672138 | 10229200090001 | Ladda upp en bild av detta fornminne      |
| Irsta 9:2                               | Stensättning                     |              | Irsta, Västmanland  |       | 59.613516, 16.671869 | 10229200090002 | Ladda upp en bild av detta fornminne      |
| Irsta 11:1                              | Hög                              |              | Irsta, Västmanland  |       | 59.616233, 16.667036 | 10229200110001 | Ladda upp en bild av detta fornminne      |
| Irsta 12:1                              | Gravfält                         |              | Irsta, Västmanland  |       | 59.614100, 16.674297 | 10229200120001 | Ladda upp en bild av detta fornminne      |
| Irsta 14:1                              | Gravfält                         |              | Irsta, Västmanland  |       | 59.617176, 16.664759 | 10229200140001 | Ladda upp en bild av detta fornminne      |
| Irsta 17:1                              | Gravfält                         |              | Irsta, Västmanland  |       | 59.613593, 16.698194 | 10229200170001 | Ladda upp en bild av detta fornminne      |
| Prästgården (Irsta 18:1)                | Gravfält                         |              | Irsta, Västmanland  |       | 59.607856, 16.702962 | 10229200180001 | Ladda upp en bild av detta fornminne      |
| Prästgården (Irsta 19:1)                | Gravfält                         |              | Irsta, Västmanland  |       | 59.609472, 16.700646 | 10229200190001 | Ladda upp en bild av detta fornminne      |
| Irsta 20:1                              | Gravfält                         |              | Irsta, Västmanland  |       | 59.612143, 16.699453 | 10229200200001 | Ladda upp en bild av detta fornminne      |
| Irsta 22:1                              | Röse                             |              | Irsta, Västmanland  |       | 59.618345, 16.721388 | 10229200220001 | Ladda upp en bild av detta fornminne      |
| Prästgården (Irsta 23:1)                | Gravfält                         |              | Irsta, Västmanland  |       | 59.610727, 16.710106 | 10229200230001 | Ladda upp en bild av detta fornminne      |
| Prästgården (Irsta 23:2)                | Stensättning                     |              | Irsta, Västmanland  |       | 59.611034, 16.709926 | 10229200230002 | Ladda upp en bild av detta fornminne      |
| Prästgården (Irsta 24:1)                | Hög                              |              | Irsta, Västmanland  |       | 59.610028, 16.710904 | 10229200240001 | Ladda upp en bild av detta fornminne      |
| Prästgården (Irsta 24:2)                | Stensättning                     |              | Irsta, Västmanland  |       | 59.610150, 16.710903 | 10229200240002 | Ladda upp en bild av detta fornminne      |
| Prästgården (Irsta 25:1)                | Gravfält                         |              | Irsta, Västmanland  |       | 59.607204, 16.712522 | 10229200250001 | Ladda upp en bild av detta fornminne      |
| Irsta 26:1                              | Gravfält                         |              | Irsta, Västmanland  |       | 59.606830, 16.667279 | 10229200260001 | Ladda upp en bild av detta fornminne      |
| Irsta 27:1                              | Gravfält                         |              | Irsta, Västmanland  |       | 59.606541, 16.651793 | 10229200270001 | Ladda upp en bild av detta fornminne      |
| Irsta 28:1                              | Gravfält                         |              | Irsta, Västmanland  |       | 59.603170, 16.673030 | 10229200280001 | Ladda upp en bild av detta fornminne      |
| Irsta 29:1                              | Hällristning                     |              | Irsta, Västmanland  |       | 59.604947, 16.671694 | 10229200290001 | Ladda upp en bild av detta fornminne      |
| Irsta 31:1                              | Hällristning                     |              | Irsta, Västmanland  |       | 59.597348, 16.670787 | 10229200310001 | Ladda upp en bild av detta fornminne      |
| Irsta 32:1                              | Stensättning                     |              | Irsta, Västmanland  |       | 59.596832, 16.674183 | 10229200320001 | Ladda upp en bild av detta fornminne      |
| Irsta 32:2                              | Gravfält                         |              | Irsta, Västmanland  |       | 59.596279, 16.674783 | 10229200320002 | Ladda upp en bild av detta fornminne      |
| Irsta 33:1                              | Stensättning                     |              | Irsta, Västmanland  |       | 59.598255, 16.675643 | 10229200330001 | Ladda upp en bild av detta fornminne      |
| Irsta 34:1                              | Gravfält                         |              | Irsta, Västmanland  |       | 59.599065, 16.675842 | 10229200340001 | Ladda upp en bild av detta fornminne      |
| Irsta 35:1                              | Gravfält                         |              | Irsta, Västmanland  |       | 59.593520, 16.669828 | 10229200350001 | Ladda upp en bild av detta fornminne      |
| Irsta 36:1                              | Röse                             |              | Irsta, Västmanland  |       | 59.595626, 16.668129 | 10229200360001 | Ladda upp en bild av detta fornminne      |
| Irsta 36:2                              | Stensättning                     |              | Irsta, Västmanland  |       | 59.595528, 16.668195 | 10229200360002 | Ladda upp en bild av detta fornminne      |
| Irsta 37:1                              | Hög                              |              | Irsta, Västmanland  |       | 59.607066, 16.672708 | 10229200370001 | Ladda upp en bild av detta fornminne      |
| Irsta 38:1                              | Husgrund, förhistorisk/medeltida |              | Irsta, Västmanland  |       | 59.606797, 16.674040 | 10229200380001 | Ladda upp en bild av detta fornminne      |
| Irsta 39:1                              | Stensättning                     |              | Irsta, Västmanland  |       | 59.596852, 16.668947 | 10229200390001 | Ladda upp en bild av detta fornminne      |
| Irsta 39:2                              | Stensättning                     |              | Irsta, Västmanland  |       | 59.596930, 16.668875 | 10229200390002 | Ladda upp en bild av detta fornminne      |
| Irsta 39:3                              | Stensättning                     |              | Irsta, Västmanland  |       | 59.597097, 16.668803 | 10229200390003 | Ladda upp en bild av detta fornminne      |
| Irsta 40:1                              | Gravfält                         |              | Irsta, Västmanland  |       | 59.597856, 16.659824 | 10229200400001 | Ladda upp en bild av detta fornminne      |
| Irsta 41:1                              | Stensättning                     |              | Irsta, Västmanland  |       | 59.598245, 16.656792 | 10229200410001 | Ladda upp en bild av detta fornminne      |
| Irsta 41:2                              | Stensättning                     |              | Irsta, Västmanland  |       | 59.598065, 16.656914 | 10229200410002 | Ladda upp en bild av detta fornminne      |
| Irsta 41:3                              | Stensättning                     |              | Irsta, Västmanland  |       | 59.597757, 16.656222 | 10229200410003 | Ladda upp en bild av detta fornminne      |
| Irsta 44:1                              | Gravfält                         |              | Irsta, Västmanland  |       | 59.596582, 16.652803 | 10229200440001 | Ladda upp en bild av detta fornminne      |
| Irsta 45:1                              | Gravfält                         |              | Irsta, Västmanland  |       | 59.598521, 16.653513 | 10229200450001 | Ladda upp en bild av detta fornminne      |
| Irsta 46:1                              | Stensättning                     |              | Irsta, Västmanland  |       | 59.602641, 16.652363 | 10229200460001 | Ladda upp en bild av detta fornminne      |
| Irsta 47:1                              | Stensättning                     |              | Irsta, Västmanland  |       | 59.604011, 16.647268 | 10229200470001 | Ladda upp en bild av detta fornminne      |
| Irsta 48:1                              | Hög                              |              | Irsta, Västmanland  |       | 59.605103, 16.646930 | 10229200480001 | Ladda upp en bild av detta fornminne      |
| Irsta 48:2                              | Hög                              |              | Irsta, Västmanland  |       | 59.605122, 16.647330 | 10229200480002 | Ladda upp en bild av detta fornminne      |
| Irsta 48:3                              | Hög                              |              | Irsta, Västmanland  |       | 59.605276, 16.646751 | 10229200480003 | Ladda upp en bild av detta fornminne      |
| Irsta 49:1                              | Gravfält                         |              | Irsta, Västmanland  |       | 59.598346, 16.648602 | 10229200490001 | Ladda upp en bild av detta fornminne      |
| Irsta 50:1                              | Stensättning                     |              | Irsta, Västmanland  |       | 59.599814, 16.647539 | 10229200500001 | Ladda upp en bild av detta fornminne      |
| Irsta 51:1                              | Gravfält                         |              | Irsta, Västmanland  |       | 59.583636, 16.687719 | 10229200510001 | Ladda upp en bild av detta fornminne      |
| Irsta 52:1                              | Gravfält                         |              | Irsta, Västmanland  |       | 59.584257, 16.689044 | 10229200520001 | Ladda upp en bild av detta fornminne      |
| Irsta 53:1                              | Stensättning                     |              | Irsta, Västmanland  |       | 59.584236, 16.676937 | 10229200530001 | Ladda upp en bild av detta fornminne      |
| Irsta 53:2                              | Grav markerad av sten/block      |              | Irsta, Västmanland  |       | 59.584178, 16.676579 | 10229200530002 | Ladda upp en bild av detta fornminne      |
| Irsta 53:3                              | Stensättning                     |              | Irsta, Västmanland  |       | 59.584323, 16.676623 | 10229200530003 | Ladda upp en bild av detta fornminne      |
| Irsta 53:4                              | Stensättning                     |              | Irsta, Västmanland  |       | 59.584410, 16.676904 | 10229200530004 | Ladda upp en bild av detta fornminne      |
| Irsta 54:1                              | Gravfält                         |              | Irsta, Västmanland  |       | 59.583860, 16.678447 | 10229200540001 | Ladda upp en bild av detta fornminne      |
| Irsta 55:1                              | Stensättning                     |              | Irsta, Västmanland  |       | 59.582364, 16.680647 | 10229200550001 | Ladda upp en bild av detta fornminne      |
| Irsta 56:1                              | Hög                              |              | Irsta, Västmanland  |       | 59.580763, 16.677287 | 10229200560001 | Ladda upp en bild av detta fornminne      |
| Irsta 56:2                              | Stensättning                     |              | Irsta, Västmanland  |       | 59.580542, 16.677496 | 10229200560002 | Ladda upp en bild av detta fornminne      |
| Irsta 57:1                              | Stensättning                     |              | Irsta, Västmanland  |       | 59.580900, 16.688486 | 10229200570001 | Ladda upp en bild av detta fornminne      |
| Irsta 57:2                              | Stensättning                     |              | Irsta, Västmanland  |       | 59.581005, 16.688371 | 10229200570002 | Ladda upp en bild av detta fornminne      |
| Irsta 58:1                              | Gravfält                         |              | Irsta, Västmanland  |       | 59.578129, 16.678043 | 10229200580001 | Ladda upp en bild av detta fornminne      |
| Irsta 60:1                              | Fornborg                         |              | Irsta, Västmanland  |       | 59.568632, 16.653816 | 10229200600001 | Ladda upp en bild av detta fornminne      |
| Irsta 61:1                              | Stensättning                     |              | Irsta, Västmanland  |       | 59.556671, 16.678573 | 10229200610001 | Ladda upp en bild av detta fornminne      |
| Irsta 61:2                              | Stensättning                     |              | Irsta, Västmanland  |       | 59.556431, 16.678942 | 10229200610002 | Ladda upp en bild av detta fornminne      |
| Irsta 66:1                              | Stensättning                     |              | Irsta, Västmanland  |       | 59.554607, 16.670655 | 10229200660001 | Ladda upp en bild av detta fornminne      |
| Irsta 67:1                              | Stensättning                     |              | Irsta, Västmanland  |       | 59.553741, 16.666985 | 10229200670001 | Ladda upp en bild av detta fornminne      |
| Irsta 68:2                              | Stensättning                     |              | Irsta, Västmanland  |       | 59.550293, 16.686532 | 10229200680002 | Ladda upp en bild av detta fornminne      |
| Irsta 71:1                              | Gravfält                         |              | Irsta, Västmanland  |       | 59.603665, 16.701075 | 10229200710001 | Ladda upp en bild av detta fornminne      |
| Prästgården (Irsta 72:1)                | Gravfält                         |              | Irsta, Västmanland  |       | 59.604546, 16.702028 | 10229200720001 | Ladda upp en bild av detta fornminne      |
| Irsta 73:1                              | Hällristning                     |              | Irsta, Västmanland  |       | 59.601942, 16.696381 | 10229200730001 | Ladda upp en bild av detta fornminne      |
| Irsta 74:1                              | Hällristning                     |              | Irsta, Västmanland  |       | 59.599019, 16.708466 | 10229200740001 | Ladda upp en bild av detta fornminne      |
| Irsta 75:1                              | Stensättning                     |              | Irsta, Västmanland  |       | 59.599706, 16.707767 | 10229200750001 | Ladda upp en bild av detta fornminne      |
| Irsta 76:2                              | Stenkrets                        |              | Irsta, Västmanland  |       | 59.601163, 16.706614 | 10229200760002 | Ladda upp en bild av detta fornminne      |
| Irsta 76:3                              | Hällristning                     |              | Irsta, Västmanland  |       | 59.601113, 16.706864 | 10229200760003 | Ladda upp en bild av detta fornminne      |
| Irsta 77:1                              | Stensättning                     |              | Irsta, Västmanland  |       | 59.601172, 16.704974 | 10229200770001 | Ladda upp en bild av detta fornminne      |
| Irsta 77:2                              | Stensättning                     |              | Irsta, Västmanland  |       | 59.601258, 16.705120 | 10229200770002 | Ladda upp en bild av detta fornminne      |
| Irsta 77:3                              | Stensättning                     |              | Irsta, Västmanland  |       | 59.601264, 16.704977 | 10229200770003 | Ladda upp en bild av detta fornminne      |
| Irsta 77:6                              | Hällristning                     |              | Irsta, Västmanland  |       | 59.601264, 16.704977 | 10229200770006 | Ladda upp en bild av detta fornminne      |
| Irsta 79:1                              | Stensättning                     |              | Irsta, Västmanland  |       | 59.595182, 16.725255 | 10229200790001 | Ladda upp en bild av detta fornminne      |
| Irsta 80:1                              | Stensättning                     |              | Irsta, Västmanland  |       | 59.600689, 16.711172 | 10229200800001 | Ladda upp en bild av detta fornminne      |
| Irsta 80:2                              | Hällristning                     |              | Irsta, Västmanland  |       | 59.600543, 16.711293 | 10229200800002 | Ladda upp en bild av detta fornminne      |
| Irsta 80:3                              | Hällristning                     |              | Irsta, Västmanland  |       | 59.600426, 16.711734 | 10229200800003 | Ladda upp en bild av detta fornminne      |
| Irsta 81:1                              | Stensättning                     |              | Irsta, Västmanland  |       | 59.601225, 16.713464 | 10229200810001 | Ladda upp en bild av detta fornminne      |
| Irsta 81:2                              | Stensättning                     |              | Irsta, Västmanland  |       | 59.601219, 16.713761 | 10229200810002 | Ladda upp en bild av detta fornminne      |
| Prästgården (Irsta 82:1)                | Gravfält                         |              | Irsta, Västmanland  |       | 59.606528, 16.711006 | 10229200820001 | Ladda upp en bild av detta fornminne      |
| Prästgården (Irsta 83:1)                | Gravfält                         |              | Irsta, Västmanland  |       | 59.606085, 16.709307 | 10229200830001 | Ladda upp en bild av detta fornminne      |
| "Guldgruvan" m.fl. (Irsta 86:1)         | Gravfält                         |              | Irsta, Västmanland  |       | 59.594119, 16.692724 | 10229200860001 | Ladda upp en bild av detta fornminne      |
| Irsta 87:1                              | Gravfält                         |              | Irsta, Västmanland  |       | 59.597597, 16.696173 | 10229200870001 | Ladda upp en bild av detta fornminne      |
| Irsta 89:1                              | Stensättning                     |              | Irsta, Västmanland  |       | 59.598929, 16.695129 | 10229200890001 | Ladda upp en bild av detta fornminne      |
| Irsta 89:2                              | Stensättning                     |              | Irsta, Västmanland  |       | 59.599039, 16.695358 | 10229200890002 | Ladda upp en bild av detta fornminne      |
| Irsta 90:1                              | Stensättning                     |              | Irsta, Västmanland  |       | 59.598327, 16.694148 | 10229200900001 | Ladda upp en bild av detta fornminne      |
| Irsta 91:1                              | Hög                              |              | Irsta, Västmanland  |       | 59.600140, 16.694821 | 10229200910001 | Ladda upp en bild av detta fornminne      |
| Irsta 91:2                              | Grav markerad av sten/block      |              | Irsta, Västmanland  |       | 59.599846, 16.695199 | 10229200910002 | Ladda upp en bild av detta fornminne      |
| Irsta 91:3                              | Grav markerad av sten/block      |              | Irsta, Västmanland  |       | 59.599792, 16.695081 | 10229200910003 | Ladda upp en bild av detta fornminne      |
| Irsta 91:4                              | Grav markerad av sten/block      |              | Irsta, Västmanland  |       | 59.599737, 16.694942 | 10229200910004 | Ladda upp en bild av detta fornminne      |
| Irsta 92:1                              | Gravfält                         |              | Irsta, Västmanland  |       | 59.595324, 16.702465 | 10229200920001 | Ladda upp en bild av detta fornminne      |
| Irsta 93:1                              | Hög                              |              | Irsta, Västmanland  |       | 59.597498, 16.706316 | 10229200930001 | Ladda upp en bild av detta fornminne      |
| Irsta 93:2                              | Hällristning                     |              | Irsta, Västmanland  |       | 59.597650, 16.705752 | 10229200930002 | Ladda upp en bild av detta fornminne      |
| Irsta 94:1                              | Stensättning                     |              | Irsta, Västmanland  |       | 59.596976, 16.706551 | 10229200940001 | Ladda upp en bild av detta fornminne      |
| Irsta 94:2                              | Hällristning                     |              | Irsta, Västmanland  |       | 59.596878, 16.706599 | 10229200940002 | Ladda upp en bild av detta fornminne      |
| Irsta 97:1                              | Stensättning                     |              | Irsta, Västmanland  |       | 59.593873, 16.704627 | 10229200970001 | Ladda upp en bild av detta fornminne      |
| Irsta 98:1                              | Stensättning                     |              | Irsta, Västmanland  |       | 59.590243, 16.697548 | 10229200980001 | Ladda upp en bild av detta fornminne      |
| Irsta 98:2                              | Stensättning                     |              | Irsta, Västmanland  |       | 59.589855, 16.697559 | 10229200980002 | Ladda upp en bild av detta fornminne      |
| Irsta 99:1                              | Hög                              |              | Irsta, Västmanland  |       | 59.589077, 16.692805 | 10229200990001 | Ladda upp en bild av detta fornminne      |
| Irsta 100:1                             | Stensättning                     |              | Irsta, Västmanland  |       | 59.586791, 16.694146 | 10229201000001 | Ladda upp en bild av detta fornminne      |
| Irsta 101:1                             | Gravfält                         |              | Irsta, Västmanland  |       | 59.589034, 16.695556 | 10229201010001 | Ladda upp en bild av detta fornminne      |
| Irsta 102:1                             | Gravfält                         |              | Irsta, Västmanland  |       | 59.587343, 16.691634 | 10229201020001 | Ladda upp en bild av detta fornminne      |
| Irsta 103:1                             | Stensättning                     |              | Irsta, Västmanland  |       | 59.590858, 16.705157 | 10229201030001 | Ladda upp en bild av detta fornminne      |
| Irsta 104:1                             | Gravfält                         |              | Irsta, Västmanland  |       | 59.587615, 16.703470 | 10229201040001 | Ladda upp en bild av detta fornminne      |
| Irsta 105:1                             | Stensättning                     |              | Irsta, Västmanland  |       | 59.590120, 16.701962 | 10229201050001 | Ladda upp en bild av detta fornminne      |
| Irsta 105:2                             | Stensättning                     |              | Irsta, Västmanland  |       | 59.589985, 16.701964 | 10229201050002 | Ladda upp en bild av detta fornminne      |
| Irsta 105:3                             | Stensättning                     |              | Irsta, Västmanland  |       | 59.589876, 16.702167 | 10229201050003 | Ladda upp en bild av detta fornminne      |
| Irsta 106:1                             | Gravfält                         |              | Irsta, Västmanland  |       | 59.593042, 16.698450 | 10229201060001 | Ladda upp en bild av detta fornminne      |
| Irsta 107:1                             | Hällristning                     |              | Irsta, Västmanland  |       | 59.593757, 16.706141 | 10229201070001 | Ladda upp en bild av detta fornminne      |
| Irsta 109:1                             | Hällristning                     |              | Irsta, Västmanland  |       | 59.592452, 16.707024 | 10229201090001 | Ladda upp en bild av detta fornminne      |
| Irsta 110:1                             | Stensättning                     |              | Irsta, Västmanland  |       | 59.591815, 16.706216 | 10229201100001 | Ladda upp en bild av detta fornminne      |
| Irsta 111:1                             | Hällristning                     |              | Irsta, Västmanland  |       | 59.594040, 16.710348 | 10229201110001 | Ladda upp en bild av detta fornminne      |
| Irsta 111:2                             | Hällristning                     |              | Irsta, Västmanland  |       | 59.594037, 16.709639 | 10229201110002 | Ladda upp en bild av detta fornminne      |
| Irsta 111:3                             | Hällristning                     |              | Irsta, Västmanland  |       | 59.594029, 16.709402 | 10229201110003 | Ladda upp en bild av detta fornminne      |
| Irsta 112:1                             | Gravfält                         |              | Irsta, Västmanland  |       | 59.594778, 16.710613 | 10229201120001 | Ladda upp en bild av detta fornminne      |
| Irsta 113:1                             | Grav- och boplatsområde          |              | Irsta, Västmanland  |       | 59.590581, 16.719100 | 10229201130001 | Ladda upp en bild av detta fornminne      |
| Irsta 114:1                             | Röse                             |              | Irsta, Västmanland  |       | 59.590685, 16.712549 | 10229201140001 | Ladda upp en bild av detta fornminne      |
| Irsta 115:1                             | Stensättning                     |              | Irsta, Västmanland  |       | 59.591966, 16.713643 | 10229201150001 | Ladda upp en bild av detta fornminne      |
| Irsta 118:1                             | Stensättning                     |              | Irsta, Västmanland  |       | 59.590772, 16.729231 | 10229201180001 | Ladda upp en bild av detta fornminne      |
| Irsta 118:2                             | Stensättning                     |              | Irsta, Västmanland  |       | 59.590389, 16.728777 | 10229201180002 | Ladda upp en bild av detta fornminne      |
| Irsta 118:3                             | Stensättning                     |              | Irsta, Västmanland  |       | 59.591230, 16.729225 | 10229201180003 | Ladda upp en bild av detta fornminne      |
| Irsta 120:1                             | Gravfält                         |              | Irsta, Västmanland  |       | 59.594567, 16.725389 | 10229201200001 | Ladda upp en bild av detta fornminne      |
| Irsta 120:2                             | Hällristning                     |              | Irsta, Västmanland  |       | 59.594617, 16.725256 | 10229201200002 | Ladda upp en bild av detta fornminne      |
| Irsta 121:1                             | Gravfält                         |              | Irsta, Västmanland  |       | 59.584966, 16.710039 | 10229201210001 | Ladda upp en bild av detta fornminne      |
| Irsta 121:2                             | Hög                              |              | Irsta, Västmanland  |       | 59.584798, 16.711892 | 10229201210002 | Ladda upp en bild av detta fornminne      |
| Irsta 123:1                             | Stensättning                     |              | Irsta, Västmanland  |       | 59.585094, 16.706195 | 10229201230001 | Ladda upp en bild av detta fornminne      |
| Irsta 124:1                             | Gravfält                         |              | Irsta, Västmanland  |       | 59.585866, 16.710980 | 10229201240001 | Ladda upp en bild av detta fornminne      |
| Irsta 126:1                             | Stensättning                     |              | Irsta, Västmanland  |       | 59.585501, 16.754393 | 10229201260001 | Ladda upp en bild av detta fornminne      |
| Irsta 127:1                             | Stensättning                     |              | Irsta, Västmanland  |       | 59.586036, 16.754705 | 10229201270001 | Ladda upp en bild av detta fornminne      |
| Irsta 128:1                             | Stensättning                     |              | Irsta, Västmanland  |       | 59.586861, 16.754452 | 10229201280001 | Ladda upp en bild av detta fornminne      |
| Irsta 128:7                             | Hällristning                     |              | Irsta, Västmanland  |       | 59.586861, 16.754452 | 10229201280007 | Ladda upp en bild av detta fornminne      |
| Irsta 129:1                             | Grav- och boplatsområde          |              | Irsta, Västmanland  |       | 59.585775, 16.749181 | 10229201290001 | Ladda upp en bild av detta fornminne      |
| Irsta 130:1                             | Stensättning                     |              | Irsta, Västmanland  |       | 59.584967, 16.742009 | 10229201300001 | Ladda upp en bild av detta fornminne      |
| Irsta 130:2                             | Stensättning                     |              | Irsta, Västmanland  |       | 59.584845, 16.743048 | 10229201300002 | Ladda upp en bild av detta fornminne      |
| Irsta 131:1                             | Stensättning                     |              | Irsta, Västmanland  |       | 59.591409, 16.747046 | 10229201310001 | Ladda upp en bild av detta fornminne      |
| Irsta 132:1                             | Hög                              |              | Irsta, Västmanland  |       | 59.585488, 16.722593 | 10229201320001 | Ladda upp en bild av detta fornminne      |
| Irsta 133:1                             | Gravfält                         |              | Irsta, Västmanland  |       | 59.584373, 16.720125 | 10229201330001 | Ladda upp en bild av detta fornminne      |
| Irsta 135:1                             | Grav markerad av sten/block      |              | Irsta, Västmanland  |       | 59.577651, 16.725150 | 10229201350001 | Ladda upp en bild av detta fornminne      |
| Irsta 136:1                             | Gravfält                         |              | Irsta, Västmanland  |       | 59.578245, 16.720198 | 10229201360001 | Ladda upp en bild av detta fornminne      |
| Irsta 137:1                             | Stensättning                     |              | Irsta, Västmanland  |       | 59.578075, 16.721579 | 10229201370001 | Ladda upp en bild av detta fornminne      |
| Irsta 139:1                             | Stensättning                     |              | Irsta, Västmanland  |       | 59.578859, 16.723162 | 10229201390001 | Ladda upp en bild av detta fornminne      |
| Irsta 140:1                             | Stensättning                     |              | Irsta, Västmanland  |       | 59.577445, 16.727483 | 10229201400001 | Ladda upp en bild av detta fornminne      |
| Irsta 140:2                             | Stensättning                     |              | Irsta, Västmanland  |       | 59.577459, 16.727717 | 10229201400002 | Ladda upp en bild av detta fornminne      |
| Irsta 141:1                             | Stensättning                     |              | Irsta, Västmanland  |       | 59.577633, 16.728673 | 10229201410001 | Ladda upp en bild av detta fornminne      |
| Irsta 142:1                             | Gravfält                         |              | Irsta, Västmanland  |       | 59.577020, 16.727881 | 10229201420001 | Ladda upp en bild av detta fornminne      |
| Irsta 143:1                             | Gravfält                         |              | Irsta, Västmanland  |       | 59.581078, 16.720270 | 10229201430001 | Ladda upp en bild av detta fornminne      |
| Irsta 144:1                             | Gravfält                         |              | Irsta, Västmanland  |       | 59.582763, 16.716700 | 10229201440001 | Ladda upp en bild av detta fornminne      |
| Irsta 145:1                             | Stensättning                     |              | Irsta, Västmanland  |       | 59.582308, 16.719447 | 10229201450001 | Ladda upp en bild av detta fornminne      |
| Irsta 145:2                             | Hällristning                     |              | Irsta, Västmanland  |       | 59.581757, 16.719474 | 10229201450002 | Ladda upp en bild av detta fornminne      |
| Irsta 145:3                             | Stensättning                     |              | Irsta, Västmanland  |       | 59.582267, 16.719552 | 10229201450003 | Ladda upp en bild av detta fornminne      |
| Irsta 145:4                             | Stensättning                     |              | Irsta, Västmanland  |       | 59.582227, 16.719645 | 10229201450004 | Ladda upp en bild av detta fornminne      |
| Irsta 145:6                             | Stensättning                     |              | Irsta, Västmanland  |       | 59.582343, 16.719401 | 10229201450006 | Ladda upp en bild av detta fornminne      |
| Irsta 146:1                             | Stensättning                     |              | Irsta, Västmanland  |       | 59.572138, 16.731008 | 10229201460001 | Ladda upp en bild av detta fornminne      |
| Irsta 147:1                             | Hög                              |              | Irsta, Västmanland  |       | 59.573775, 16.730430 | 10229201470001 | Ladda upp en bild av detta fornminne      |
| Irsta 147:2                             | Stensättning                     |              | Irsta, Västmanland  |       | 59.573689, 16.730474 | 10229201470002 | Ladda upp en bild av detta fornminne      |
| Irsta 147:3                             | Stensättning                     |              | Irsta, Västmanland  |       | 59.573869, 16.730389 | 10229201470003 | Ladda upp en bild av detta fornminne      |
| Irsta 148:1                             | Stensättning                     |              | Irsta, Västmanland  |       | 59.576479, 16.705710 | 10229201480001 | Ladda upp en bild av detta fornminne      |
| Irsta 148:2                             | Stensättning                     |              | Irsta, Västmanland  |       | 59.576561, 16.705863 | 10229201480002 | Ladda upp en bild av detta fornminne      |
| Irsta 149:1                             | Gravfält                         |              | Irsta, Västmanland  |       | 59.577645, 16.703009 | 10229201490001 | Ladda upp en bild av detta fornminne      |
| Irsta 150:1                             | Stensättning                     |              | Irsta, Västmanland  |       | 59.579283, 16.705537 | 10229201500001 | Ladda upp en bild av detta fornminne      |
| Irsta 151:1                             | Stensättning                     |              | Irsta, Västmanland  |       | 59.579865, 16.699687 | 10229201510001 | Ladda upp en bild av detta fornminne      |
| Irsta 152:1                             | Gravfält                         |              | Irsta, Västmanland  |       | 59.578856, 16.699536 | 10229201520001 | Ladda upp en bild av detta fornminne      |
| Irsta 153:1                             | Stensättning                     |              | Irsta, Västmanland  |       | 59.581208, 16.696818 | 10229201530001 | Ladda upp en bild av detta fornminne      |
| Konuglas hög (Irsta 154:1)              | Grav- och boplatsområde          |              | Irsta, Västmanland  |       | 59.574996, 16.703100 | 10229201540001 | Ladda upp en bild av detta fornminne      |
| Irsta 155:1                             | Gravfält                         |              | Irsta, Västmanland  |       | 59.578024, 16.696411 | 10229201550001 | Ladda upp en bild av detta fornminne      |
| Irsta 156:1                             | Gravfält                         |              | Irsta, Västmanland  |       | 59.579440, 16.694002 | 10229201560001 | Ladda upp en bild av detta fornminne      |
| Irsta 157:1                             | Stensättning                     |              | Irsta, Västmanland  |       | 59.567094, 16.710663 | 10229201570001 | Ladda upp en bild av detta fornminne      |
| Irsta 158:1                             | Hög                              |              | Irsta, Västmanland  |       | 59.570637, 16.728147 | 10229201580001 | Ladda upp en bild av detta fornminne      |
| Irsta 158:2                             | Stensättning                     |              | Irsta, Västmanland  |       | 59.570499, 16.728102 | 10229201580002 | Ladda upp en bild av detta fornminne      |
| Irsta 159:1                             | Gravfält                         |              | Irsta, Västmanland  |       | 59.570205, 16.726421 | 10229201590001 | Ladda upp en bild av detta fornminne      |
| Irsta 160:1                             | Stensättning                     |              | Irsta, Västmanland  |       | 59.566072, 16.744700 | 10229201600001 | Ladda upp en bild av detta fornminne      |
| Irsta 160:2                             | Stensättning                     |              | Irsta, Västmanland  |       | 59.566049, 16.744296 | 10229201600002 | Ladda upp en bild av detta fornminne      |
| Irsta 161:1                             | Gravfält                         |              | Irsta, Västmanland  |       | 59.566403, 16.741541 | 10229201610001 | Ladda upp en bild av detta fornminne      |
| Irsta 162:1                             | Gravfält                         |              | Irsta, Västmanland  |       | 59.565623, 16.738957 | 10229201620001 | Ladda upp en bild av detta fornminne      |
| Irsta 164:1                             | Gravfält                         |              | Irsta, Västmanland  |       | 59.567564, 16.747969 | 10229201640001 | Ladda upp en bild av detta fornminne      |
| Irsta 165:1                             | Stensättning                     |              | Irsta, Västmanland  |       | 59.567690, 16.751251 | 10229201650001 | Ladda upp en bild av detta fornminne      |
| Irsta 166:1                             | Stensättning                     |              | Irsta, Västmanland  |       | 59.574055, 16.753199 | 10229201660001 | Ladda upp en bild av detta fornminne      |
| Irsta 167:1                             | Stensättning                     |              | Irsta, Västmanland  |       | 59.572973, 16.754824 | 10229201670001 | Ladda upp en bild av detta fornminne      |
| Irsta 167:2                             | Grav markerad av sten/block      |              | Irsta, Västmanland  |       | 59.572947, 16.755138 | 10229201670002 | Ladda upp en bild av detta fornminne      |
| Irsta 168:1                             | Grav- och boplatsområde          |              | Irsta, Västmanland  |       | 59.573369, 16.753255 | 10229201680001 | Ladda upp en bild av detta fornminne      |
| Irsta 169:1                             | Hög                              |              | Irsta, Västmanland  |       | 59.575711, 16.757413 | 10229201690001 | Ladda upp en bild av detta fornminne      |
| Irsta 170:1                             | Stensättning                     |              | Irsta, Västmanland  |       | 59.576242, 16.755986 | 10229201700001 | Ladda upp en bild av detta fornminne      |
| Irsta 171:1                             | Gravfält                         |              | Irsta, Västmanland  |       | 59.572029, 16.726999 | 10229201710001 | Ladda upp en bild av detta fornminne      |
| Irsta 171:2                             | Hällristning                     |              | Irsta, Västmanland  |       | 59.571728, 16.726770 | 10229201710002 | Ladda upp en bild av detta fornminne      |
| Irsta 172:1                             | Gravfält                         |              | Irsta, Västmanland  |       | 59.572884, 16.729793 | 10229201720001 | Ladda upp en bild av detta fornminne      |
| Fatburen, Fatburskällaren (Irsta 175:1) | Husgrund, historisk tid          |              | Irsta, Västmanland  |       | 59.554682, 16.666544 | 10229201750001 | Ladda upp en bild av detta fornminne      |
| Irsta 176:1                             | Hällristning                     |              | Irsta, Västmanland  |       | 59.573054, 16.748074 | 10229201760001 | Ladda upp en bild av detta fornminne      |
| Irsta 176:2                             | Stensättning                     |              | Irsta, Västmanland  |       | 59.573212, 16.747437 | 10229201760002 | Ladda upp en bild av detta fornminne      |
| Irsta 176:3                             | Stensättning                     |              | Irsta, Västmanland  |       | 59.573057, 16.747558 | 10229201760003 | Ladda upp en bild av detta fornminne      |
| Irsta 177:1                             | Hällristning                     |              | Irsta, Västmanland  |       | 59.573786, 16.745972 | 10229201770001 | Ladda upp en bild av detta fornminne      |
| Irsta 178:1                             | Gravfält                         |              | Irsta, Västmanland  |       | 59.574792, 16.745874 | 10229201780001 | Ladda upp en bild av detta fornminne      |
| Irsta 178:4                             | Hällristning                     |              | Irsta, Västmanland  |       | 59.575694, 16.746796 | 10229201780004 | Ladda upp en bild av detta fornminne      |
| Irsta 179:1                             | Gravfält                         |              | Irsta, Västmanland  |       | 59.577180, 16.750884 | 10229201790001 | Ladda upp en bild av detta fornminne      |
| Irsta 180:1                             | Grav- och boplatsområde          |              | Irsta, Västmanland  |       | 59.576694, 16.757238 | 10229201800001 | Ladda upp en bild av detta fornminne      |
| Irsta 181:1                             | Gravfält                         |              | Irsta, Västmanland  |       | 59.580207, 16.759942 | 10229201810001 | Ladda upp en bild av detta fornminne      |
| Irsta 182:1                             | Grav- och boplatsområde          |              | Irsta, Västmanland  |       | 59.581238, 16.737125 | 10229201820001 | Ladda upp en bild av detta fornminne      |
| Irsta 183:1                             | Stensättning                     |              | Irsta, Västmanland  |       | 59.582913, 16.745425 | 10229201830001 | Ladda upp en bild av detta fornminne      |
| Irsta 184:1                             | Stensättning                     |              | Irsta, Västmanland  |       | 59.583537, 16.756992 | 10229201840001 | Ladda upp en bild av detta fornminne      |
| Irsta 185:1                             | Stensättning                     |              | Irsta, Västmanland  |       | 59.571692, 16.734090 | 10229201850001 | Ladda upp en bild av detta fornminne      |
| Irsta 185:2                             | Stensättning                     |              | Irsta, Västmanland  |       | 59.571795, 16.733823 | 10229201850002 | Ladda upp en bild av detta fornminne      |
| Irsta 186:1                             | Gravfält                         |              | Irsta, Västmanland  |       | 59.571162, 16.735845 | 10229201860001 | Ladda upp en bild av detta fornminne      |
| Irsta 187:1                             | Grav- och boplatsområde          |              | Irsta, Västmanland  |       | 59.573947, 16.737898 | 10229201870001 | Ladda upp en bild av detta fornminne      |
| Irsta 188:1                             | Gravfält                         |              | Irsta, Västmanland  |       | 59.575143, 16.736195 | 10229201880001 | Ladda upp en bild av detta fornminne      |
| Irsta 188:2                             | Hällristning                     |              | Irsta, Västmanland  |       | 59.575217, 16.735306 | 10229201880002 | Ladda upp en bild av detta fornminne      |
| Irsta 188:3                             | Hällristning                     |              | Irsta, Västmanland  |       | 59.575040, 16.736156 | 10229201880003 | Ladda upp en bild av detta fornminne      |
| Irsta 189:1                             | Hög                              |              | Irsta, Västmanland  |       | 59.574577, 16.740224 | 10229201890001 | Ladda upp en bild av detta fornminne      |
| Irsta 190:1                             | Gravfält                         |              | Irsta, Västmanland  |       | 59.576487, 16.739091 | 10229201900001 | Ladda upp en bild av detta fornminne      |
| Irsta 191:1                             | Röse                             |              | Irsta, Västmanland  |       | 59.576869, 16.744227 | 10229201910001 | Ladda upp en bild av detta fornminne      |
| Irsta 191:2                             | Stensättning                     |              | Irsta, Västmanland  |       | 59.576642, 16.744222 | 10229201910002 | Ladda upp en bild av detta fornminne      |
| Irsta 192:1                             | Gravfält                         |              | Irsta, Västmanland  |       | 59.577678, 16.741441 | 10229201920001 | Ladda upp en bild av detta fornminne      |
| Irsta 193:1                             | Gravfält                         |              | Irsta, Västmanland  |       | 59.586517, 16.708034 | 10229201930001 | Ladda upp en bild av detta fornminne      |
| Irsta 194:1                             | Stensättning                     |              | Irsta, Västmanland  |       | 59.578307, 16.722235 | 10229201940001 | Ladda upp en bild av detta fornminne      |
| Irsta 194:2                             | Stensättning                     |              | Irsta, Västmanland  |       | 59.578436, 16.722240 | 10229201940002 | Ladda upp en bild av detta fornminne      |
| Irsta 195:1                             | Stensättning                     |              | Irsta, Västmanland  |       | 59.572316, 16.729447 | 10229201950001 | Ladda upp en bild av detta fornminne      |
| Irsta 196:1                             | Gravfält                         |              | Irsta, Västmanland  |       | 59.571884, 16.748680 | 10229201960001 | Ladda upp en bild av detta fornminne      |
| Irsta 198:1                             | Gravfält                         |              | Irsta, Västmanland  |       | 59.573825, 16.756198 | 10229201980001 | Ladda upp en bild av detta fornminne      |
| Irsta 202:1                             | Hällristning                     |              | Irsta, Västmanland  |       | 59.599243, 16.740864 | 10229202020001 | Ladda upp en till bild av detta fornminne |
| Irsta 203:1                             | Röse                             |              | Irsta, Västmanland  |       | 59.602652, 16.749147 | 10229202030001 | Ladda upp en bild av detta fornminne      |
| Irsta 204:1                             | Stensättning                     |              | Irsta, Västmanland  |       | 59.596604, 16.748773 | 10229202040001 | Ladda upp en bild av detta fornminne      |
| Irsta 205:1                             | Stensättning                     |              | Irsta, Västmanland  |       | 59.594046, 16.756754 | 10229202050001 | Ladda upp en bild av detta fornminne      |
| Irsta 206:1                             | Hällristning                     |              | Irsta, Västmanland  |       | 59.588816, 16.758913 | 10229202060001 | Ladda upp en bild av detta fornminne      |
| Irsta 207:1                             | Hällristning                     |              | Irsta, Västmanland  |       | 59.597421, 16.707133 | 10229202070001 | Ladda upp en bild av detta fornminne      |
| Irsta 208:1                             | Gravfält                         |              | Irsta, Västmanland  |       | 59.587009, 16.724184 | 10229202080001 | Ladda upp en bild av detta fornminne      |
| Irsta 214:1                             | Stensättning                     |              | Irsta, Västmanland  |       | 59.580812, 16.748101 | 10229202140001 | Ladda upp en bild av detta fornminne      |
| Irsta 214:2                             | Hällristning                     |              | Irsta, Västmanland  |       | 59.580810, 16.748103 | 10229202140002 | Ladda upp en bild av detta fornminne      |
| Irsta 215:1                             | Stensättning                     |              | Irsta, Västmanland  |       | 59.578450, 16.746888 | 10229202150001 | Ladda upp en bild av detta fornminne      |
| Irsta 217:1                             | Stensättning                     |              | Irsta, Västmanland  |       | 59.589922, 16.744792 | 10229202170001 | Ladda upp en bild av detta fornminne      |
| Irsta 217:2                             | Stensättning                     |              | Irsta, Västmanland  |       | 59.589920, 16.745008 | 10229202170002 | Ladda upp en bild av detta fornminne      |
| Irsta 217:3                             | Stensättning                     |              | Irsta, Västmanland  |       | 59.589909, 16.745217 | 10229202170003 | Ladda upp en bild av detta fornminne      |
| Irsta 218:4                             | Stensättning                     |              | Irsta, Västmanland  |       | 59.589064, 16.750774 | 10229202180004 | Ladda upp en bild av detta fornminne      |
| Irsta 221:1                             | Stensättning                     |              | Irsta, Västmanland  |       | 59.584228, 16.742657 | 10229202210001 | Ladda upp en bild av detta fornminne      |
| Irsta 221:2                             | Stensättning                     |              | Irsta, Västmanland  |       | 59.584092, 16.742545 | 10229202210002 | Ladda upp en bild av detta fornminne      |
| Irsta 227:1                             | Hällristning                     |              | Irsta, Västmanland  |       | 59.589988, 16.722776 | 10229202270001 | Ladda upp en bild av detta fornminne      |
| Irsta 228:1                             | Stensättning                     |              | Irsta, Västmanland  |       | 59.581349, 16.734807 | 10229202280001 | Ladda upp en bild av detta fornminne      |
| Irsta 228:2                             | Stensättning                     |              | Irsta, Västmanland  |       | 59.581440, 16.734986 | 10229202280002 | Ladda upp en bild av detta fornminne      |
| Irsta 228:3                             | Stensättning                     |              | Irsta, Västmanland  |       | 59.581587, 16.735297 | 10229202280003 | Ladda upp en bild av detta fornminne      |
| Irsta 234:1                             | Gravfält                         |              | Irsta, Västmanland  |       | 59.574665, 16.673130 | 10229202340001 | Ladda upp en bild av detta fornminne      |
| Irsta 235:1                             | Stensättning                     |              | Irsta, Västmanland  |       | 59.591372, 16.724896 | 10229202350001 | Ladda upp en bild av detta fornminne      |
| Irsta 235:2                             | Stensättning                     |              | Irsta, Västmanland  |       | 59.591352, 16.725250 | 10229202350002 | Ladda upp en bild av detta fornminne      |
| Irsta 237:1                             | Stensättning                     |              | Irsta, Västmanland  |       | 59.596971, 16.726365 | 10229202370001 | Ladda upp en bild av detta fornminne      |
| Irsta 249:2                             | Stensättning                     |              | Irsta, Västmanland  |       | 59.589270, 16.733357 | 10229202490002 | Ladda upp en bild av detta fornminne      |
| Irsta 261:1                             | Hällristning                     |              | Irsta, Västmanland  |       | 59.592619, 16.756814 | 10229202610001 | Ladda upp en bild av detta fornminne      |
| Irsta 262:1                             | Hällristning                     |              | Irsta, Västmanland  |       | 59.599989, 16.690494 | 10229202620001 | Ladda upp en bild av detta fornminne      |
| Irsta 263:1                             | Stensättning                     |              | Irsta, Västmanland  |       | 59.564605, 16.739479 | 10229202630001 | Ladda upp en bild av detta fornminne      |
| Irsta 264:1                             | Hög                              |              | Irsta, Västmanland  |       | 59.570573, 16.743969 | 10229202640001 | Ladda upp en bild av detta fornminne      |
| Irsta 265:1                             | Hällristning                     |              | Irsta, Västmanland  |       | 59.571833, 16.753633 | 10229202650001 | Ladda upp en bild av detta fornminne      |
| Irsta 266:1                             | Röse                             |              | Irsta, Västmanland  |       | 59.575820, 16.737770 | 10229202660001 | Ladda upp en bild av detta fornminne      |
| Irsta 271:1                             | Stensättning                     |              | Irsta, Västmanland  |       | 59.575154, 16.742880 | 10229202710001 | Ladda upp en bild av detta fornminne      |
| Irsta 277:1                             | Stensättning                     |              | Irsta, Västmanland  |       | 59.593126, 16.757345 | 10229202770001 | Ladda upp en bild av detta fornminne      |
| Irsta 279:1                             | Stensättning                     |              | Irsta, Västmanland  |       | 59.584218, 16.737841 | 10229202790001 | Ladda upp en bild av detta fornminne      |
| Irsta 279:2                             | Stensättning                     |              | Irsta, Västmanland  |       | 59.584253, 16.737590 | 10229202790002 | Ladda upp en bild av detta fornminne      |
| Irsta 280:1                             | Stensättning                     |              | Irsta, Västmanland  |       | 59.587419, 16.750472 | 10229202800001 | Ladda upp en bild av detta fornminne      |
| Irsta 283:1                             | Stensättning                     |              | Irsta, Västmanland  |       | 59.590771, 16.732078 | 10229202830001 | Ladda upp en bild av detta fornminne      |
| Irsta 289:1                             | Stensättning                     |              | Irsta, Västmanland  |       | 59.594661, 16.716108 | 10229202890001 | Ladda upp en bild av detta fornminne      |
| Irsta 292:1                             | Stensättning                     |              | Irsta, Västmanland  |       | 59.586649, 16.732017 | 10229202920001 | Ladda upp en bild av detta fornminne      |
| Irsta 292:2                             | Hällristning                     |              | Irsta, Västmanland  |       | 59.586649, 16.732017 | 10229202920002 | Ladda upp en bild av detta fornminne      |
| Irsta 294:1                             | Gravfält                         |              | Irsta, Västmanland  |       | 59.584405, 16.719198 | 10229202940001 | Ladda upp en bild av detta fornminne      |
| Irsta 296:1                             | Hällristning                     |              | Irsta, Västmanland  |       | 59.584581, 16.722260 | 10229202960001 | Ladda upp en bild av detta fornminne      |
| Irsta 301:1                             | Gravfält                         |              | Irsta, Västmanland  |       | 59.572280, 16.723839 | 10229203010001 | Ladda upp en bild av detta fornminne      |
| Irsta 302:1                             | Husgrund, förhistorisk/medeltida |              | Irsta, Västmanland  |       | 59.586972, 16.707239 | 10229203020001 | Ladda upp en bild av detta fornminne      |
| Irsta 307:1                             | Hällristning                     |              | Irsta, Västmanland  |       | 59.572481, 16.745295 | 10229203070001 | Ladda upp en bild av detta fornminne      |
| "Gamla kyrkjogården" (Irsta 310:1)      | Begravningsplats                 |              | Irsta, Västmanland  |       | 59.599455, 16.705221 | 10229203100001 | Ladda upp en bild av detta fornminne      |
| Irsta 312:1                             | Stensättning                     |              | Irsta, Västmanland  |       | 59.580482, 16.695838 | 10229203120001 | Ladda upp en bild av detta fornminne      |
| Irsta 316:1                             | Stensättning                     |              | Irsta, Västmanland  |       | 59.579125, 16.696243 | 10229203160001 | Ladda upp en bild av detta fornminne      |
| Irsta 316:2                             | Stensättning                     |              | Irsta, Västmanland  |       | 59.579212, 16.696110 | 10229203160002 | Ladda upp en bild av detta fornminne      |
| Irsta 316:3                             | Stensättning                     |              | Irsta, Västmanland  |       | 59.579255, 16.696486 | 10229203160003 | Ladda upp en bild av detta fornminne      |
| Irsta 324:1                             | Husgrund, förhistorisk/medeltida |              | Irsta, Västmanland  |       | 59.575229, 16.701003 | 10229203240001 | Ladda upp en bild av detta fornminne      |
| Irsta 326:1                             | Husgrund, förhistorisk/medeltida |              | Irsta, Västmanland  |       | 59.577923, 16.700821 | 10229203260001 | Ladda upp en bild av detta fornminne      |
| Irsta 328:1                             | Stensättning                     |              | Irsta, Västmanland  |       | 59.608457, 16.701465 | 10229203280001 | Ladda upp en bild av detta fornminne      |
| Irsta 329:1                             | Röse                             |              | Irsta, Västmanland  |       | 59.613771, 16.696289 | 10229203290001 | Ladda upp en bild av detta fornminne      |
| Irsta 335:1                             | Hög                              |              | Irsta, Västmanland  |       | 59.615137, 16.713021 | 10229203350001 | Ladda upp en bild av detta fornminne      |
| Irsta 335:2                             | Stensättning                     |              | Irsta, Västmanland  |       | 59.615071, 16.712860 | 10229203350002 | Ladda upp en bild av detta fornminne      |
| Irsta 335:3                             | Stensättning                     |              | Irsta, Västmanland  |       | 59.614995, 16.712611 | 10229203350003 | Ladda upp en bild av detta fornminne      |
| Irsta 335:4                             | Stensättning                     |              | Irsta, Västmanland  |       | 59.615062, 16.712389 | 10229203350004 | Ladda upp en bild av detta fornminne      |
| Irsta 337:3                             | Stensättning                     |              | Irsta, Västmanland  |       | 59.612281, 16.721253 | 10229203370003 | Ladda upp en bild av detta fornminne      |
| Irsta 338:4                             | Stensättning                     |              | Irsta, Västmanland  |       | 59.573645, 16.729514 | 10229203380004 | Ladda upp en bild av detta fornminne      |
| Irsta 340:1                             | Husgrund, förhistorisk/medeltida |              | Irsta, Västmanland  |       | 59.596802, 16.675330 | 10229203400001 | Ladda upp en bild av detta fornminne      |
| Irsta 345:1                             | Hällristning                     |              | Irsta, Västmanland  |       | 59.602141, 16.700422 | 10229203450001 | Ladda upp en bild av detta fornminne      |
| Irsta 345:2                             | Hällristning                     |              | Irsta, Västmanland  |       | 59.602133, 16.700388 | 10229203450002 | Ladda upp en bild av detta fornminne      |
| Irsta 346:1                             | Hällristning                     |              | Irsta, Västmanland  |       | 59.603398, 16.702328 | 10229203460001 | Ladda upp en bild av detta fornminne      |
| Irsta 351:2                             | Stensättning                     |              | Irsta, Västmanland  |       | 59.597784, 16.671989 | 10229203510002 | Ladda upp en bild av detta fornminne      |
| Irsta 352:1                             | Stensättning                     |              | Irsta, Västmanland  |       | 59.586877, 16.681691 | 10229203520001 | Ladda upp en bild av detta fornminne      |
| Irsta 356:1                             | Hög                              |              | Irsta, Västmanland  |       | 59.604329, 16.671869 | 10229203560001 | Ladda upp en bild av detta fornminne      |
| Irsta 357:1                             | Stensättning                     |              | Irsta, Västmanland  |       | 59.607045, 16.664223 | 10229203570001 | Ladda upp en bild av detta fornminne      |
| Irsta 360:1                             | Hällristning                     |              | Irsta, Västmanland  |       | 59.602532, 16.704364 | 10229203600001 | Ladda upp en bild av detta fornminne      |
| Irsta 365:1                             | Stensättning                     |              | Irsta, Västmanland  |       | 59.611425, 16.671135 | 10229203650001 | Ladda upp en bild av detta fornminne      |
| Irsta 366:1                             | Stensättning                     |              | Irsta, Västmanland  |       | 59.608738, 16.655986 | 10229203660001 | Ladda upp en bild av detta fornminne      |
| Irsta 367:1                             | Gravfält                         |              | Irsta, Västmanland  |       | 59.607840, 16.657320 | 10229203670001 | Ladda upp en bild av detta fornminne      |
| Irsta 368:1                             | Stensättning                     |              | Irsta, Västmanland  |       | 59.615941, 16.668084 | 10229203680001 | Ladda upp en bild av detta fornminne      |
| Irsta 369:1                             | Stensättning                     |              | Irsta, Västmanland  |       | 59.616343, 16.665996 | 10229203690001 | Ladda upp en bild av detta fornminne      |
| Irsta 370:1                             | Stensättning                     |              | Irsta, Västmanland  |       | 59.615214, 16.668017 | 10229203700001 | Ladda upp en bild av detta fornminne      |
| Irsta 371:1                             | Stensättning                     |              | Irsta, Västmanland  |       | 59.554583, 16.677041 | 10229203710001 | Ladda upp en bild av detta fornminne      |
| Irsta 374:1                             | Stensättning                     |              | Irsta, Västmanland  |       | 59.558895, 16.669553 | 10229203740001 | Ladda upp en bild av detta fornminne      |
| Irsta 374:2                             | Stensättning                     |              | Irsta, Västmanland  |       | 59.558847, 16.669778 | 10229203740002 | Ladda upp en bild av detta fornminne      |
| Irsta 386:1                             | Hällristning                     |              | Irsta, Västmanland  |       | 59.601984, 16.667943 | 10229203860001 | Ladda upp en bild av detta fornminne      |
| Irsta 391:1                             | Stensättning                     |              | Irsta, Västmanland  |       | 59.597781, 16.713517 | 10229203910001 | Ladda upp en bild av detta fornminne      |
| Irsta 402:1                             | Stensättning                     |              | Irsta, Västmanland  |       | 59.611673, 16.688432 | 10229204020001 | Ladda upp en bild av detta fornminne      |
| Irsta 402:2                             | Röse                             |              | Irsta, Västmanland  |       | 59.612206, 16.687901 | 10229204020002 | Ladda upp en bild av detta fornminne      |
| Irsta 438                               | Grav- och boplatsområde          |              | Irsta, Västmanland  |       | 59.595064, 16.724453 | 12000000001555 | Ladda upp en bild av detta fornminne      |
| Irsta 440                               | Hällristning                     |              | Irsta, Västmanland  |       | 59.599334, 16.739977 | 12000000008726 | Ladda upp en bild av detta fornminne      |
| Irsta 448                               | Stensättning                     |              | Irsta, Västmanland  |       | 59.598717, 16.665393 | 12000000031742 | Ladda upp en bild av detta fornminne      |
| Irsta 484                               | Gravfält                         |              | Irsta, Västmanland  |       | 59.597435, 16.689729 | 12000000085608 | Ladda upp en bild av detta fornminne      |
| Skrällberget (Kärrbo 15:4)              | Grav markerad av sten/block      |              | Irsta, Västmanland  |       | 59.573355, 16.759196 | 10230100150004 | Ladda upp en bild av detta fornminne      |
| Kärrbo 19:1                             | Gravfält                         |              | Irsta, Västmanland  |       | 59.564808, 16.746383 | 10230100190001 | Ladda upp en bild av detta fornminne      |